# NGC 258
NGC 258 este o galaxie lenticulară situată în constelația Andromeda. A fost descoperită în 22 decembrie 1848 de către George Stoney.